# Jared Bush
Jared Bush est un animateur, scénariste et réalisateur américain. Il est connu pour avoir créé la série animée Penn Zero : Héros à mi-temps pour Disney XD. Il a aussi coécrit le scénario et fait des débuts de réalisateur pour le film de Walt Disney Animation Studios Zootopie.

## Carrière
Bush a cocréé la série animée Penn Zero : Héros à mi-temps.
Il a aussi coécrit le scénario du film Zootopie pour Walt Disney Animation Studios et l'a coréalisé aux côtés de Byron Howard et Rich Moore,.

### Futurs projets
En avril 2007, New Line Cinema engagea Jared Bush pour écrire Mancation, un pitch de comédie.

## Filmographie

### Scénariste
- 2014 : Les Nouveaux Héros (Big Hero 6) - Creative leadership
- 2016 : Vaiana : La Légende du bout du monde
- 2016 : Zootopie  - histoire avec Byron Howard, Rich Moore, Jennifer Lee, Josie Trinidad, Phil Johnston et Jim Reardon et scénario avec Phil Johnston, voix de Pronk Oryx-Antlerson, Creative leadership
- 2021 : Encanto : La Fantastique Famille Madrigal - histoire et scénario avec Charise Castro-Smith et Lin-Manuel Miranda

### Réalisateur
- 2016 : Zootopie  - Coréalisateur avec Byron Howard et Rich Moore
- 2021 : Encanto : La Fantastique Famille Madrigal - Réalisateur avec Byron Howard et Charise Castro-Smith

### Télévision
- Baby Bob (en) (2002) - assistant scénariste
- Totally Outrageous Behavior (2003) - scénariste
- Dumb and Dumber (2003) - scénariste
- Who Wants to Marry My Dad? (en) (2003–04) - scénariste
- All of Us (en) (2003–07) - Coproducteur, scénariste
- Penn Zero : Héros à mi-temps (2014–present) - Cocréateur, scénariste